# Vombatiformes
I vombatiformi (Vombatiformes) sono uno dei tre sottordini del grande ordine di mammiferi marsupiali dei Diprotodonti (Diprotodontia). Il nome "Vombatiformes" è una parola neolatina che significa "a forma di vombato", e prende il nome dalla famiglia tipo.

## Classificazione ed evoluzione
Cinque delle sette famiglie appartenenti a questo sottordine sono estinte, e a tutt'oggi sopravvivono solo quella dei Fascolarctidi (Phascolarctidae), con il koala, e dei Vombatidi (Vombatidae), con tre specie. Tra le famiglie estinte, da ricordare quella dei Diprotodontidi (Diprotodontidae), che include il Diprotodon, il più grande marsupiale di cui sia nota l'esistenza e ritenuto essere l'ispirazione del mito del bunyip.
Il sottordine dei vombatiformi, con i suoi membri strettamente imparentati e la forma del corpo compatta, contrasta con gli altri due sottordini di diprotodonti, i macropodiformi (Macropodiformes, che comprende canguri, wallaby e quokka), e i falangeriformi (Phalangeriformes che comprende possum, petauri e tricosuri). Molti biologi pensano che il koala e i vombati condividano un progenitore comune e si siano differenziati soltanto nel Cenozoico inoltrato.
Sottordine Vombatiformes
- Famiglia Phascolarctidae (1 specie vivente)
  - Genere Litokoala †
  - Genere Nimiokoala †
  - Genere Perikoala †
  - Genere Koobor †
  - Genere Phascolarctos
- Famiglia Vombatidae (3 specie viventi)
  - Genere Rhizophascolonus †
  - Genere Vombatus
  - Genere Phascolonus †
  - Genere Warendja †
  - Genere Ramsayia †
  - Genere Lasiorhinus
- Famiglia Ilariidae †
  - Genere Kuterintja †
  - Genere Ilaria †
- Famiglia Zygomaturidae †
  - Genere Silvabestius †
  - Genere Neohelos †
  - Genere Raemeotherium †
  - Genere Plaisiodon †
  - Genere Zygomaturus †
  - Genere Kolopsis †
  - Genere Kolopsoides †
  - Genere Hulitherium †
  - Genere Maokopia †
- Famiglia Diprotodontidae †
  - Genere Bematherium †
  - Genere Pyramios †
  - Genere Nototherium †
  - Genere Meniscolophus †
  - Genere Euryzygoma †
  - Genere Diprotodon †
  - Genere Euowenia †
  - Genere Stenomerus †
- Famiglia Maradidae †
  - Genere Marada †
- incertae sedis
  - Genere Alkwertatherium †